# Billy Ketkeophomphone
Billy (Champigny-sur-Marne, 24 maart 1990) is een Laotiaans-Franse voetballer die bij voorkeur als offensieve middenvelder speelt. Hij verruilde FC Tours in juni 2015 voor Angers SCO.

## Clubcarrière
Ketkeophomphone maakte zijn profdebuut voor RC Straatsburg op 1 december 2009 tegen SC Bastia in de Championnat National. Op 20 mei 2011 tekende hij een vijfjarig contract bij het Zwitserse FC Sion. Op 31 januari 2012 bereikten club en speler een akkoord om het contract van Ketkeophomphone te ontbinden. Eén dag later tekende hij een vierjarig contract bij FC Tours, dat op dat moment in de Ligue 2 speelde. Op 16 juni 2015 tekende hij voor Angers SCO, dat naar de Ligue 1 was gepromoveerd.

## Interlandcarrière
Ketkeophomphone kan dankzij zijn dubbele nationaliteit zowel voor Laos als voor Frankrijk uitkomen.
1 Bernardoni ·
3 Doumbia ·
4 Pavlović ·
5 Mangani ·
6 Ebosse ·
7 Alioui ·
8 Traoré  ·
9 Diony ·
10 Fulgini ·
11 Cabot ·
12 Ould Khaled ·
13 Boufal ·
14 Coulibaly ·
15 Capelle ·
16 Butelle ·
18 Amadou ·
19 Bahoken ·
20 Thioub ·
21 Cho ·
23 Bobichon ·
24 Thomas ·
25 Bamba ·
27 Pereira Lage ·
28 El Melali ·
29 Manceau ·
30 Petković ·
31 Pape Diaw ·
32 Touré ·
37 Bemanga ·
Loucif ·
Coach: Moulin